# Myrcia pernambucensis
Myrcia pernambucensis är en myrtenväxtart som beskrevs av Otto Karl Berg. Myrcia pernambucensis ingår i släktet Myrcia och familjen myrtenväxter. Inga underarter finns listade i Catalogue of Life.